# Microformato
Microformato é um conjunto de formatos abertos projetados para adicionar semântica em qualquer documento XML, especialmente HTML e XHTML.
Isso é feito usando atributos do HTML específicos: class, rel, rev.
Aplicações, como buscadores, podem extrair informações específicas de páginas que usam microformatos, como informações de contato, evento, licença, etc.

## Exemplos
Para adicionar informações sobre contatos a uma página, usando a especificação hCard:
```
<
div
 
class
=
"vcard"
>

      
<
span
 
class
=
"fn"
>
Nome
</
span
>

      
<
span
 
class
=
"org"
>
Organização
</
span
>

      
<
span
 
class
=
"tel"
>
604-555-1234
</
span
>

      
<
a
 
class
=
"url"
 
href
=
"http://site.com/"
>
Website
</
a
>

</
div
>

```

Para indicar que a página apontada por um link é de um amigo:
```
<
a
 
href
=
"http://www.siteseuamigo.com/"
 
rel
=
"friend"
>
Amigo
</
a
>

```

Observe que qualquer um que olhe para uma página com microformatos saberá do que se trata a informação.

## Especificações
- hCard - para informação de contato
- hCalendar - para eventos
- hReview - para revisões
- XFN - para relações sociais
- rel-license - para licenças